# Церковь Сантьяго (Лорка)
Церковь Сантьяго или Церковь Святого Иакова (исп. Iglesia de Santiago) — церковь епархии Картахены Римско-католической церкви, находящаяся в городе Лорка в Мурсии, в Испании. Освящена в честь апостола Святого Иакова. Форма храма — латинский крест с центральным и двумя боковыми нефами.

## История
Церковь Сантьяго в Лорке построена на месте часовни в честь Святого Иакова. Эта часовня была расположена там, где, по преданию, апостол проповедовал.
На протяжении всей своей истории церковь неоднократно горела, разрушалась во время землетрясений и перестраивалась. Строительство первой церкви Сантьяго продолжалось с 1470 по 1745 год. Серьёзный урон храму был нанесен во время землетрясения 1674 года. Несмотря на проводившиеся работы по восстановлению церкви, до середины XVIII века она находилась в руинах. В 1745 году началось полномасштабное восстановление церкви, завершившееся в 1780 году. Через год в храме возобновились богослужения.
Начавшаяся реконструкция, после пожара в ночь на 29 апреля 1911 года, во время которого особенно сильно пострадало внутреннее убранство церкви, завершилась в 1915 году. Храм снова сгорел в 1936 году во время гражданской войны Испании (1936—1939). В 1940 году церковь была опять восстановлена.
11 мая 2011 года во время разрушительного землетрясения в Лорке пострадала часть церкви. Обрушился трансепт и купол, пострадала колокольня. Сразу после землетрясения начались работы по восстановлению храма.